# Bieber (Rodau)
Pour les articles homonymes, voir Bieber.
La  Bieber, ou Bieberbach (ruisseau du Bieber), est un affluent du Rodau (de) en Hesse.

## Histoire
Cette rivière est équipée de nombreux moulins (cinq moulins pour la seule ville de Bieber). La rivière était nettement plus profonde au moyen âge, si bien qu'on y pêchait le poisson. Comme elle traversait la marche de Biebermark, seuls les sujets de la région étaient autorisés à y pêcher. La qualité de l'eau s'est nettement dégradée au XXe siècle, avec la multiplication des rejets en rivière. La construction de stations d'épurations a partiellement résolu le problème. La Bieber est en partie régulée et elle a été busée en 1963 pour aménager le quartier d'Offenbach. Le 9 août 1981, par suite d'importantes précipitations, le quartier de Bieber à Offenbach a connu de graves inondations. Depuis 2007, d'importantes mesures de renaturation ont été entreprises dans les quartiers de Bieber et de Mühlheim.
Les plus anciennes mentions du nom de cette rivière prennent la forme de Bieberau et de Bieberaha : or les finales -aha et -au ont, en germanique, la même signification (« eau »). La première partie du nom est clairement d'origine celtique (bevere) et désigne le castor, quoi qu'aucun témoignage ne fasse état de la présence de cet animal dans la vallée. Le village médiéval sur lequel s'est édifié Rennigishausen était au bord de la rivière. Les vestiges de moulin de l'endroit font l'objet de fouilles archéologiques depuis avril 2009.

## Liens externes

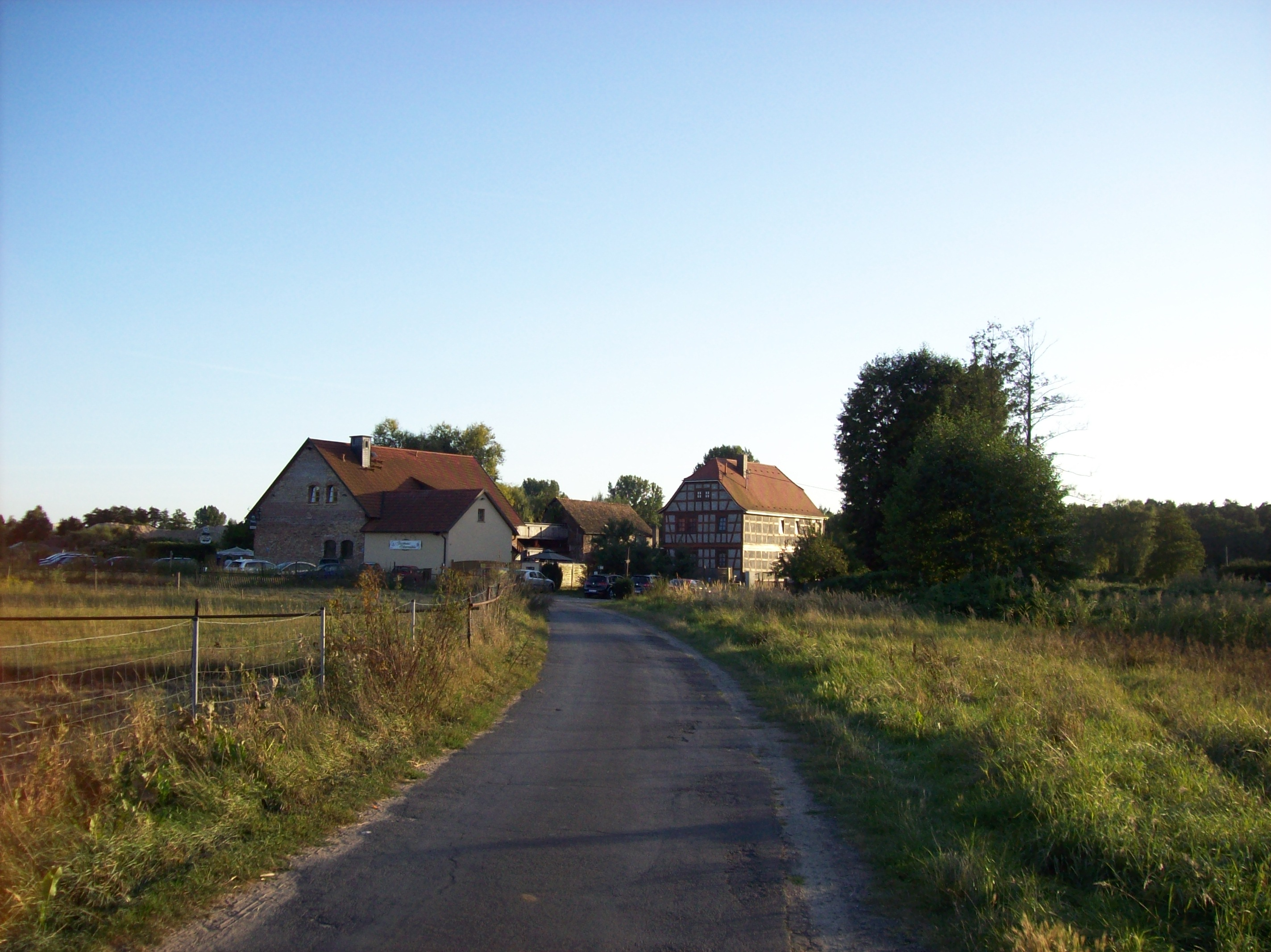
Le moulin dit Obermühle au süd du quartier de Bieber
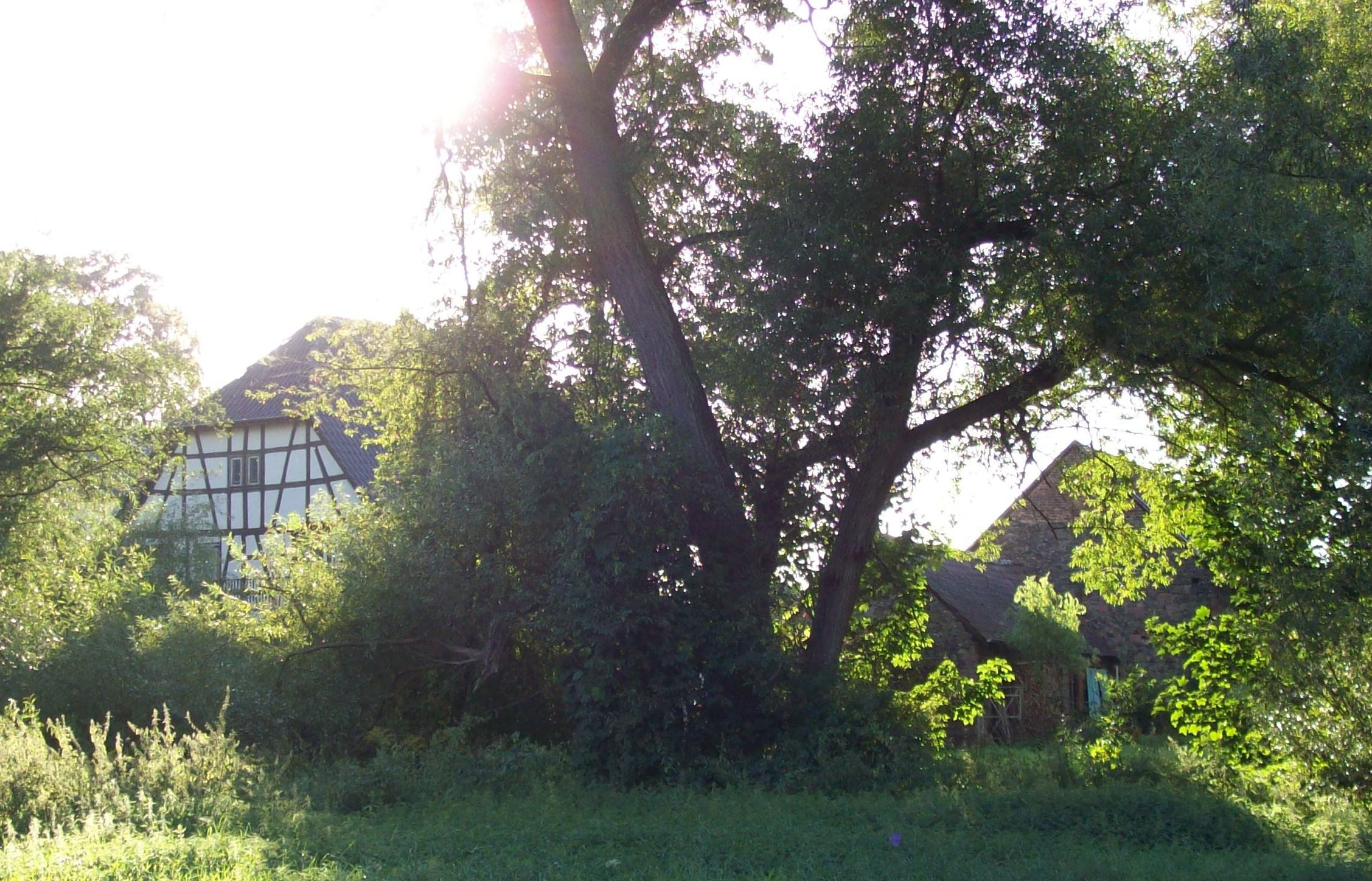
Le Käsmühle au nord de Bieber